# 魔笛

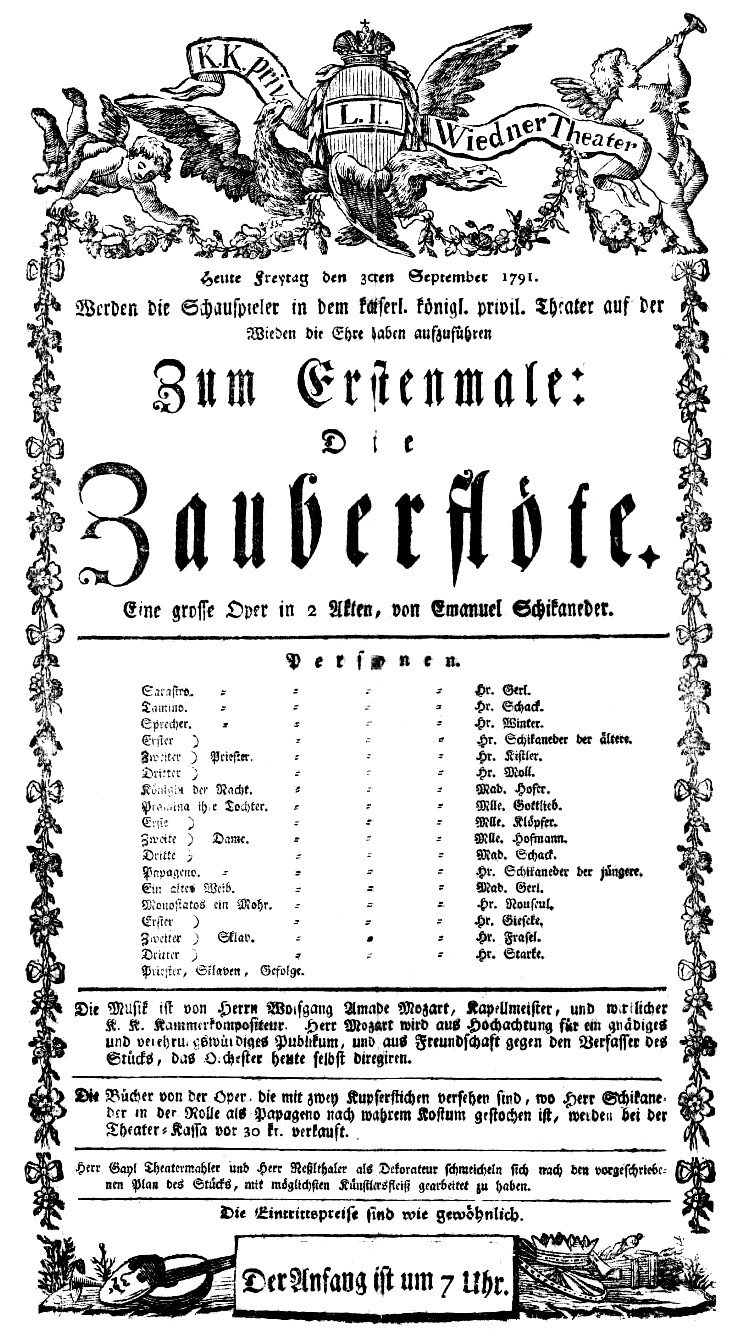
1791年初演時のチラシ

『魔笛』（まてき、独: Die Zauberflöte, ドイツ語発音: [ˈdiː ˈt͡saʊ̯bɐˌfløːtə]  発音 ）K. 620は、ヴォルフガング・アマデウス・モーツァルトが1791年に作曲したジングシュピール（歌芝居、現在では一般にオペラの一種として分類される）。モーツァルトが生涯の最後に完成させたオペラである。台本は興行主・俳優・歌手のエマヌエル・シカネーダーが自分の一座のために書いた。現在もモーツァルトのオペラの中で筆頭の人気を持つ（「オペルンヴェルト」誌の毎年の作品別上演回数統計、「音楽の友」誌の定期的な人気作品投票など）。

## 作曲の経緯と初演
シカネーダーは当時ヨーロッパ各地を巡業していた旅一座のオーナーで、モーツァルトとはザルツブルク時代の知り合いであり、モーツァルトが所属したフリーメイソンの会員でもあった。シカネーダーはウィーンの郊外にあるフライハウス（免税館）内のヴィーデン劇場（Theater auf der Wieden、フライハウス劇場とも呼ばれる。フライハウスは劇場も含む建物群。1000人以上収容の集合住宅、市場、礼拝堂、菜園、工房、厩舎までを含む巨大な複合施設）を管理し、一座の上演を行っていた。
シカネーダーは、当時仕事がなく生活に困っていたモーツァルトに大作を依頼した。モーツァルトは1791年の3月から9月にかけて作曲を進め、プラハでの『皇帝ティートの慈悲』の上演のため中断を経て、9月28日に完成させた。当時妻コンスタンツェがバーデンへ湯治に出ており、モーツァルトは一人暮しをしていたため、シカネーダーは彼にフライハウス内のあずまやを提供した（このあずまやはザルツブルクの国際モーツァルテウム財団の中庭に移設され現存する）。
『魔笛』の台本は、次の作品からアイデアを流用したものである。
- パウル・ヴラニツキー作曲のオペラ『オーベロン』 - シカネーダー一座のための台本は、一座の一員カール・ルートヴィヒ・ギーゼケによる。
- トービアス・フィーリップ・フォン・ゲーブラーの戯曲『エジプト王ターモス』 - モーツァルトは以前にこの戯曲のための音楽（K.345）を書いている。
- クリストフ・マルティン・ヴィーラントの童話劇集『ジンニスタン』から『ルル、またの名、魔笛』

ギーゼケはのちに『魔笛』の台本は自分が書いたと主張したが、真偽は定かでない。音楽コラムニストのジェイミー・ジェイムズは、「魔笛」の物語はフリーメイソン団員のアッベ・ジャン・テラッソンが書いた古代エジプトの王子セトスをめぐる寓意小説『セトス』に基づいている、と述べている。
初演は1791年9月30日、ヴィーデン劇場で行なわれ、大好評を博した。モーツァルトはバーデンの妻に「アントニオ・サリエリが愛人カヴァリエリとともに公演を聴きに来て大いに賞賛した」と手紙を書いている（10月14日）。
同じ年の12月、死の床にあったモーツァルトは時計をみながら当日の上演の進行を気にしていたという（フリードリヒ・ロホリッツのモーツァルト逸話集：1798年）。

## オペラの内容

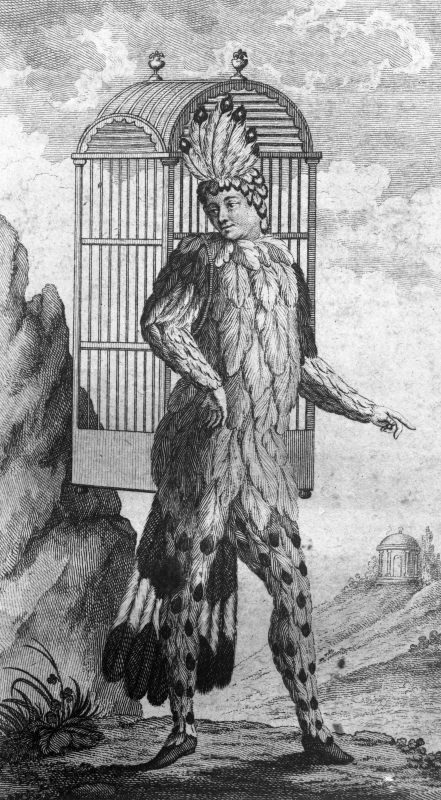
パパゲーノを演じるエマヌエル・シカネーダー

シカネーダーの興行は一般市民を対象としており、演目もそれにふさわしく、形式ばらずにわかりやすい物を中心とした。魔笛の各所には聴衆を楽しませる大掛かりな見せ場が盛り込まれている。歌や会話の言語もドイツ語で、レチタティーヴォに代えて台詞で筋を進行する、ジングシュピールの形式を用いた。
物語は王子によるお姫様の救出劇の形で始まるが、途中で善玉と悪玉が入れ替わる。シカネーダーが台本作成中に他の作品で似た筋書きが発表されたため急いで変更したためであるという説もあるが、単なる意外性を求めたストーリー上の工夫とみなすこともある。これまでの各種の解釈に対して、夜の女王の国と、ザラストロの国とでは善悪見方が相反するもので、全て相対的な世界であるとすれば筋について問題はないと考えられる。
本作にはフリーメイソンのさまざまなシンボルや教義に基づく歌詞や設定が用いられていることも特徴で、とりわけ各所に「3」を象徴的に使っているのが目立つ。序曲の最初や中間部で鳴り響く和音（同じフレーズが3回演奏される）は、フリーメイソンの儀式で使われるもので、劇中ザラストロの神殿内の場面でも再現されている。2人の作者がメンバーとしてフリーメイソンの精神をオペラ化したとも、当時皇帝から圧迫を受けつつあったフリーメイソンの宣伝であったなど、教団との関わりを重視する指摘があり、今日の演出にも影響を与えている。現在では否定されているが、モーツァルトの急死はフリーメイソンの教義を漏らしたため、フリーメイソンのメンバーが暗殺したという説さえ見られたほどである。
いずれにせよ、第2幕ではそれまでの救出劇から登場人物の（フリーメイソン的な）修行と試練の内容に変わる。これと対照的なのがブッファ的・道化的なキャラクターのパパゲーノである。シカネーダー自身が演じる役なので当然だが、要所要所に登場し、場をもりあげる役割を果たしている。モーツァルトもこの役に親しみやすく魅力的な音楽を与えており、魔笛を代表するキャラクターとなった。
途中から善悪交代する夜の女王とザラストロはオペラ・セリア的な役柄である。このオペラの中の最高音と最低音をそれぞれ歌う歌い手でもある。特に夜の女王の2つのアリア（No4, No,14）は至難なコロラトゥーラの技巧を要求する難曲であり、才能あるソプラノが若いころに歌って注目をあつめることがよくある。ドイツ圏のソプラノには、若年期に夜の女王を演じた後、娘のパミーナへ役を転じる例も多い。その一人であるルチア・ポップに至っては、夜の女王の後で三人の童子の一人を演じた記録が残っている。ザラストロの2曲（No10, No,15）も、低音が豊かなバッソ・プロフォンド歌手にとって重要なレパートリーのひとつでもある。
なお、文豪ヨハン・ヴォルフガング・フォン・ゲーテは、「魔笛」を愛し、その第2部を執筆しようとしたが、多神教的性格を好まなかったためか断念した。
ジングシュピールはほとんどの場合、楽譜に書かれた台詞に変更が施され、CD録音でも対訳が付かないことで知られないニュアンスが少なからずある。音楽之友社による注釈付き対訳で荒井秀直が指摘するようにパミーナの父と力の源となる"Sonnenkreis"の存在も変更され、ほとんど表出しない。

## 登場人物
1. 神官ザラストロ（B）

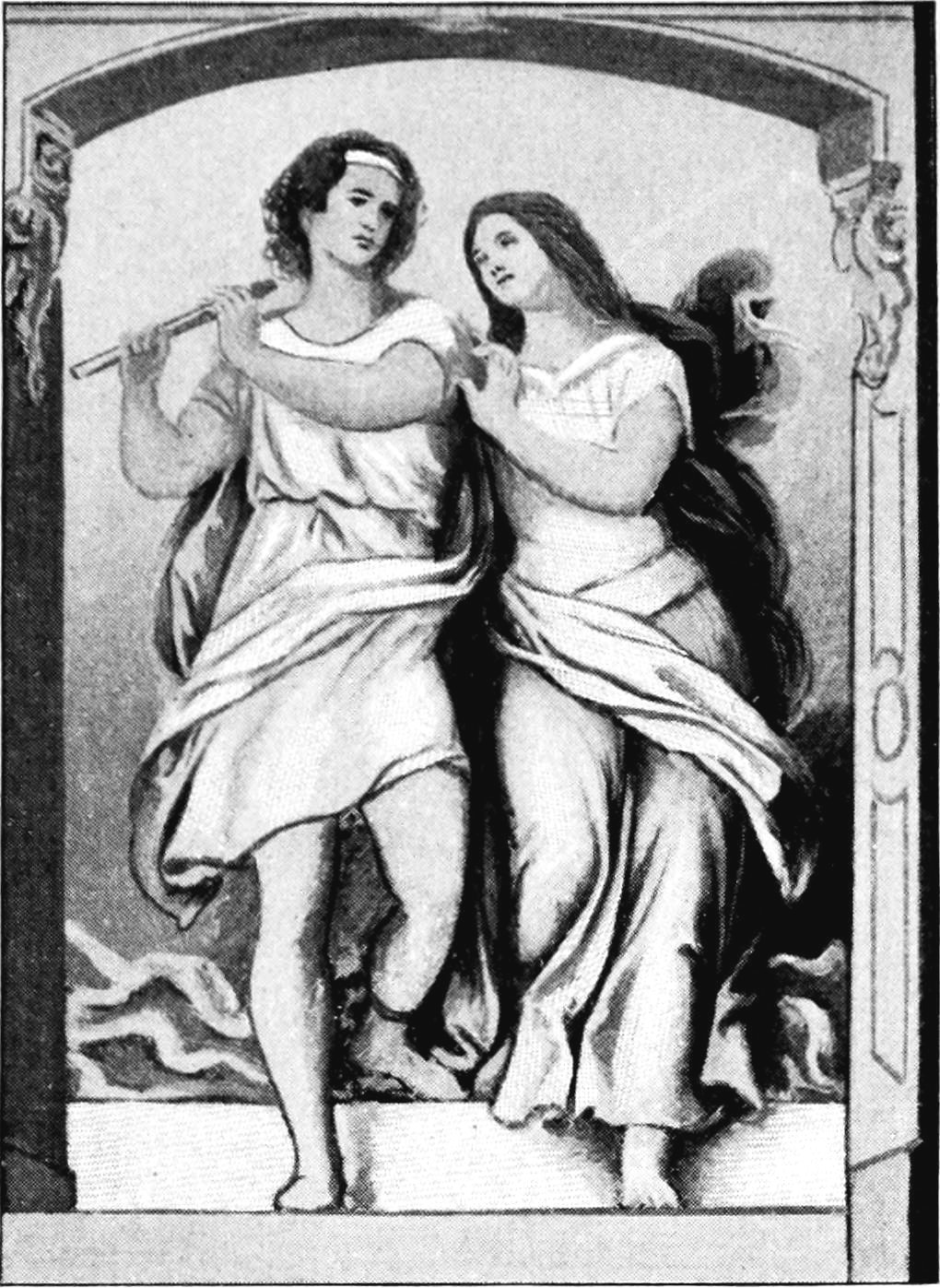
ウィーン国立歌劇場のフレスコ画に描かれたタミーノとパミーナ。

2. 夜の女王（S） - 初演ではモーツァルトの義理の姉ヨゼーファ・ホーファーが歌った。
3. 王子タミーノ（T）
4. 夜の女王の娘パミーナ（S）
5. 鳥刺しパパゲーノ（BまたはBr） - 初演ではシカネーダー自身が歌った。
6. 老女/パパゲーナ（S）
7. 夜の女王の3人の侍女（S,S,S）
8. 3人の童子（S,S,S）- 以前はおおむね成人女性歌手が演じたが、近年は少年（ボーイソプラノ）が演じるケースが多い。
9. 弁者（B）
10. 3人の神官（T,B,Sp）
11. 2人の武者（T,B）
12. 奴隷頭の黒人モノスタトス（T）

- S:ソプラノ、T:テノール、B:バス、Br:バリトン、Sp:語り役
- 3人1組の役が多いのはフリーメイソンの象徴的数字だといわれる。

## あらすじ
時と場所：時代不詳のエジプト（正確には、漠然と「ラムセスの時代」と書かれている)

### 第1幕
日本の狩衣を着た王子タミーノが大蛇（初演前の原案ではライオン）に襲われ、「神々よ助けて!」と叫ぶ。そこに3人の侍女があらわれ彼を救出する。3人はタミーノのことを夜の女王に報告に行くが、そこへ鳥を女王に献上して暮らす鳥刺しのパパゲーノがやってくる。大蛇（ライオン）のことを聞かれ、成り行きから自分でやっつけたとパパゲーノは嘘をつくが、戻ってきた3人の侍女に見つかり口に鍵をかけられてしまう。侍女たちがタミーノに女王の娘パミーナの絵姿を見せると彼は彼女に一目惚れする。そこに夜の女王が登場し、悪魔ザラストロにさらわれて娘を失った悲しみを語り、彼に救出を依頼し、タミーノは意気込んで引き受け、ようやくしゃべることを許されたパパゲーノとともに姫の救出に向かう。2人にはお供の3人の童子が付き添い、タミーノには魔法の笛（魔笛）、パパゲーノには魔法の鈴が渡される。
ザラストロの神殿内。逃げ出そうとしたパミーナを捕らえようとする奴隷頭モノスタトスと部下の奴隷の前に、偵察に来たパパゲーノが突然現れる。彼らは互いに初めて見る姿に驚き、双方ともパミーナを置き去りにして逃げ出す。しかしパパゲーノはすぐに引き返し、パミーナに救出にきたことを告げる。
ザラストロの神殿前にタミーノが案内役の童子につれられてやってくる。3つの扉を順に試すと、最後の扉が開いて弁者（神官の一人）が登場する。2人の長い問答が始まり、ザラストロは悪人ではなく夜の女王のほうが悪人であると告げ、タミーノらは夜の女王達の甘言に引っかかったことに気づく。一人になったタミーノが笛を吹くと、神殿から逃げようとしていたパパゲーノとパミーナが聞きつけやってくる。そこにモノスタトスが登場し、2人を捕らえるが、パパゲーノの鳴らす魔法の鈴の音に動物たちも、奴隷たちも皆浮かれて踊ってどこかに去ってしまう。そこへザラストロと神官たちが登場する。彼は逃げようとしたパミーナにやさしく語り掛けるが、そこにモノスタトスがタミーノを捕らえてやってくる。初対面にもかかわらず、パミーナとタミーノは互いに惹かれて走り寄り、抱き合う。怒ったモノスタトスが2人を引き離すが、ザラストロに足を77回叩きの仕置きを受ける。一同ザラストロの裁きを受け容れて讃える合唱で幕となる。

### 第2幕
ザラストロは神殿で神官たちにタミーノに試練の儀式を受けさせることを説明し、賛同を得る。一同イシス神とオシリス神を称える。
神官がタミーノとパパゲーノのもとへやってきて、試練について説明する。試練に挑むというタミーノとは対照的に、パパゲーノはそんな面倒なことは御免こうむるという。神官はパパゲーノに試練に打ち勝ったら似合いの娘を世話するといい、ようやくパパゲーノはその気になる。
そこに3人の侍女がやってくる。彼女たちはタミーノがザラストロの言うなりになっているのに驚き、翻意させようとするがタミーノは取り合わない。一方パパゲーノは侍女たちの話に釣られそうになるが、そこに雷鳴とともに神官が現れ彼女らは去る。
場面が変わり、庭でパミーナが眠っている。そこにモノスタトスがやってきてパミーナを我が物にしたいと狂わしい思いを歌うが、そこに夜の女王が登場し、彼は隠れる。女王は復讐の思いを強烈に歌い、パミーナに剣を渡しこれでザラストロを刺すように命じて去る。
隠れていたモノスタトスが出てきてパミーナに迫るが、ザラストロが登場し、彼を叱責して去らせる。モノスタトスは今後は夜の女王に寝返るか、とつぶやく。
パミーナが母の命令のことを話すと、ザラストロは「この神聖な殿堂には復讐などない」、と教団の理想を歌い上げる。
場面転換。2人の神官がタミーノとパパゲーノに沈黙の修行を課して去る。しかしパパゲーノは黙っていることができず、しきりに喋ってはタミーノに制止される。そこへ黒いフードで顔を隠した老女がやってくる。彼女に歳を尋ねると自分は18歳だと言うので、パパゲーノは涙を流して大笑いする。そんなに若いなら彼女には年頃の恋人がいるはずだと思い、パパゲーノが聞いてみると案の定、恋人はいるという。しかもその名はパパゲーノだというので驚いてお前は誰だ？と尋ねる、それと同時に雷鳴が轟き、名前を告げずして彼女はどこかに消えてしまった。
そこへ3人の童子が登場し、2人を励まし酒や食べ物を差し入れる。パパゲーノが喜んで飲み食いしていると、パミーナが現れる。彼女はタミーノを見つけて喜び話しかけるが彼は修行中なので口を利かない。パパゲーノもまた口いっぱいに頬張っているので喋れない（自省して喋れないとする演出もある）。相手にしてもらえないパミーナは、もう自分が愛想をつかされたと勘違いし、大変悲しんでその場を去る。
次の場面で、神官たちとともにザラストロが登場し、タミーノに新たな試練を課すと告げる。パミーナも出てきて試練を受けに出発するタミーノと互いに別れを告げる。
沈黙の業に落第したパパゲーノが神殿に近寄れずうろついていると、神官がやってきて、お前の望みは何かと尋ねる。パパゲーノは恋人か女房がいればいいのに、というと先程の老女がやってきて、私と一緒になると誓わないと地獄に落ちると脅かす。パパゲーノがとりあえず一緒になると約束すると、老女は若い娘に変身する。「パパゲーナ!」と呼びかけ、パパゲーノは彼女に抱擁をしようとするが、神官がパパゲーノにはまだ早いと彼女を連れ去る。
場面が変る。パミーナはタミーノに捨てられたと思い込み、母のくれた剣で自殺しようとしている。3人の童子が現れてそれを止め、彼女をタミーノのもとに連れて行く。タミーノが試練に立ち向かっているところにパミーナが合流し、魔法の笛を使って火と水の試練を通過する。
さらに場面が変り、パパゲーナを失ったパパゲーノが絶望して首を吊ろうとしている。そこに再び童子たちが登場して魔法の鈴を使うように勧める。パパゲーノが鈴を振ると不思議なことにパパゲーナがあらわれ、2人は喜んで子どもを大勢作るんだ、とおおはしゃぎする。
場面が変り、夜の女王と侍女たちを案内してモノスタトスが神殿を襲撃しようとやってくる。しかし光に打ち勝つことはできない。
ザラストロが太陽を讃え、一同イシスとオシリスを讃える合唱のうちにタミーノとパミーナを祝福して幕となる。

## 音楽
| 木管   | 木管                                  | 金管                           | 金管                           | 打                             | 打                             | 弦                             | 弦                             |
| ------ | ------------------------------------- | ------------------------------ | ------------------------------ | ------------------------------ | ------------------------------ | ------------------------------ | ------------------------------ |
| Fl.    | 2 (ピッコロ)                          | Hr.                            | 2                              | Timp.                          | ●                              | Vn.1                           | ●                              |
| Ob.    | 2                                     | Trp.                           | 2                              | 他                             |                                | Vn.2                           | ●                              |
| Cl.    | 2 (B♭管、C管、バセットホルン持ち替え) | Trb.                           | 3                              | 他                             | Va.                            | ●                              |                                |
| Fg.    | 2                                     | 他                             |                                | 他                             | Vc.                            | ●                              |                                |
| 他     |                                       | 他                             | Cb.                            | 他                             | ●                              |                                |                                |
| その他 | その他                                | グロッケンシュピール（鍵盤式） | グロッケンシュピール（鍵盤式） | グロッケンシュピール（鍵盤式） | グロッケンシュピール（鍵盤式） | グロッケンシュピール（鍵盤式） | グロッケンシュピール（鍵盤式） |

※なお、グロッケンシュピールはチェレスタで代用される場合が多い。
序曲 Ouverture
全曲を通じて大きな役割を果たす「フリーメイソンの三和音」が登場する。なお、主部の第1主題はクレメンティの『ピアノソナタ 変ロ長調』（作品24-2）の第1楽章主題に酷似しており、モーツァルトがこの曲でクレメンティをからかったという見方がある。序奏・アダージョ→アレグロ・ソナタ形式、変ホ長調。序曲の編成は、フルート2、オーボエ2、クラリネット2、ファゴット2、ホルン2、トランペット2、トロンボーン3、ティンパニ、弦５部。
第1幕
- No.1: 導入「助けてくれ! 助けてくれ!」 Introduktion - Zu Hilfe! zu Hilfe!（タミーノ、3人の侍女）
- No.2: アリア「私は鳥刺し」 Arie - Der Vogelfänger bin ich ja（パパゲーノ）
 パパゲーノがパンフルートを吹きながら愉快に歌う。（なお、3番目の歌詞は台本、自筆譜ともに記載されていない）
- No.3: アリア「なんと美しい絵姿」 Arie - Dies Bildnis ist bezaubernd schön（タミーノ）
 タミーノの歌うパミーナへの愛の歌である。
- No.4: レシタティーヴォとアリア「ああ、怖れおののかなくてもよいのです、わが子よ!」 Rezitativ und Arie - O zitt're nicht, mein lieber Sohn!（夜の女王）
 有名な2つの「夜の女王のアリア」の1曲目。レチタティーヴォの後、アンダンテが続き、その後極めて技巧的なコロラトゥーラが出現する。コロラトゥーラ・ソプラノのための曲で、極めて高い演奏技術を要する。
- No.5: 五重唱「ウ! ウ! ウ! ウ!」 Quintett - Hm! hm! hm! hm!（パパゲーノ、タミーノ、3人の侍女）
 口に鍵を付けられたパパゲーノがしゃべれないまま錠を取ってくれと歌うユーモラスな歌。侍女たちは、世の嘘つきたちにこのような罰を与えればよいのに、と歌う。
- No.6: 三重唱「可愛い子よ、お入りなさい」 Terzett - Du feines Täubchen, nur herein!（モノスタートス、パミーナ、パパゲーノ）

- No.7: 二重唱「愛を感じる男の人達には」 Duett - Bei Männern, welche Liebe fühlen（パミーナ、パパゲーノ）
 愛することの喜びを歌った美しい二重唱。（なお冒頭の4つの音に続くクラリネットとホルンのアッコードは、自筆譜には記載されていない）
- No.8: フィナーレ「この道はあなたを目的へと導いていく」 Finale - Zum Ziele fuhrt dich diese Bahn

第2幕
- No.9: 神官の行進 Marsch der Priester
- No.10: 合唱つきアリア「おおイシスとオシリスの神よ」 Arie und Chor - O Isis und Osiris（ザラストロ、合唱）
- No.11: 二重唱「女の奸計から身を守れ」 Duett - Bewahret euch vor Weibertücken
- No.12: 五重唱「どうしたの? どうしたの? どうしたの?」 Quintett - Wie? Wie? Wie?
- No.13: アリア「誰でも恋の喜びを知っている」 Arie - Alles fühlt der Liebe Freuden（モノスタートス）
- No.14: アリア「復讐の炎は地獄のように我が心に燃え」 Arie - Der Hölle Rache kocht in meinem Herzen（夜の女王）
 「夜の女王のアリア」の2曲目。超絶技巧を要する。
- No.15: アリア「この聖なる殿堂では」 Arie - In diesen heil'gen Hallen（ザラストロ）
- No.16: 三重唱「再びようこそ」 Terzett - Seid uns zum zweitenmal willkommen
- No.17: アリア「ああ、私にはわかる、消え失せてしまったことが」 Arie - Ach, ich fühl's, es ist verschwunden（パミーナ）
- No.18: 神官たちの合唱「おおイシスとオシリスの神よ、なんという喜び！」 Chor der Priester - O, Isis und Osiris, welche Wonne!
- No.19: 三重唱「愛しい人よ、もうあなたにお会いできないのですか?」 Terzett - Soll ich dich, Teurer, nicht mehr seh'n?
- No.20: アリア「娘か可愛い女房が一人」 Arie - Ein Mädchen oder Weibchen wünscht Papageno sich!（パパゲーノ）
 パパゲーノが、可愛い女の子か奥さんがいたら、この世は実に素晴らしい、と歌う楽天的なアリア。グロッケンシュピールの音が美しく響く。モーツァルトは、2つのパパゲーノのアリアを、当時の流行歌から取ったという。
- No.21: フィナーレ「やがて朝を告げるために輝きわたるのは」 Finale - Bald prangt, den Morgen zu verkünden

演奏時間は台詞付きで各幕約70分、約90分、計約2時間40分。

## 映画化作品
- 魔笛 (1975年の映画) - スウェーデン映画、イングマール・ベルイマン監督作品。スウェーデン語訳詞による歌唱。
- 魔笛 (2006年の映画) - イギリス映画、ケネス・ブラナー監督作品。英語訳詞による歌唱。
- 2022年にもドイツでフロリアン・ジーグル監督、ジャック・ウルフ主演で映画化された。ローランド・エメリッヒが製作に名を連ねている。『アマデウス (映画)』でサリエーリを演じたF・マーリー・エイブラハムも出演。2013年以来多くの実演で夜の女王を歌ったサビーヌ・ドゥヴィエル（フランス語版）（フランスのコロラトゥーラ・ソプラノ）が同じ役で登場する。台詞と歌詞は英語。
- ドイツ語歌唱で映画形式製作されたものは多数存在すると思われるが、日本で劇場公開されたものはない。ヨアヒム・ヘス、ピーター・ユスティノフ監督、ホルスト・シュタイン指揮の1971年ハンブルク国立歌劇場製作のものは、豪華スターぞろい(ハンス・ゾーティン、ニコライ・ゲッダ、ディートリヒ・フィッシャー＝ディースカウ、クリスティーナ・ドイテコム、エディト・マティス、クルト・モル)で今日も親しまれている。舞台公演のライブ映像は数え切れないほど多く発売されているが、こちらは映画版とは逆に訳詞版が国内販売された例はない。